# Daniels Bog
Daniels Bog er en del af Det Gamle Testamente i Bibelen og en kilde til jødernes historie under det babyloniske fangenskab. Bogen er opkaldt efter Daniel og er med i Skrifterne i den jødiske Tanakh - og som et profetisk skrift i Det Gamle Testamente. Den er opdelt i to:
- Kapitel 1-6 indeholder historien om Daniel, som føres i eksil til Babylon med tre venner, for at de kan blive undervist i babylonisk sprog og kultur. Daniel bliver på grund af sine strålende evner rådgiver for kong Nebukadnesar II, som regerede 605-562 f. Kr.. Det beskrives, hvordan Daniel blev kastet i løvekulen, men overlevede.
- Kapitel 7-12 består af fire syn: Daniels drømme, som indeholder fremtidssyner og hans apokalyptiske profetier.

Kapitel 11 i Daniels Bog har været genstand for store diskussioner blandt bibelfortolkere. Kapitlet indeholder i detaljer beretningen om historiske begivenheder i Palæstina på Daniels tid 586 f.Kr., hvor jøderne blev ført i eksil til Babylon, og til det Makkabæiske oprør omkring 165 f.Kr. Mange mener, at Daniels Bog er et fingeret historisk skrift fra 165 f.Kr., som giver sig ud for at være ældre og profetisk. Andre fastholder, at det er Guds åbenbarede ord Daniel talte.
Bogen (Ezras Bog 4,8-6,18 og Jeremias' Bog 10,11) er delvist er skrevet på aramaisk. Resten af Det Gamle Testamente er skrevet på hebraisk. Daniels Bog har store ligheder med Ezekiels Bog og Johannes' Åbenbaring, der alle har apokalyptisk indhold.

## Daniels liv
Efter Nebukadnesars belejring af Jerusalem i 587-586 f.Kr. blev kongens hofchef beordret til at udvælge "unge mænd uden legemsfejl, smukke, med indsigt i al slags visdom, med kundskab og forstand og med evner til at gøre tjeneste i kongens palads. Dem skulle han undervise i kaldæernes skrift og sprog." (Dan 1,4) De fik nye navne, og Daniel kom til at hedde Beltshassar. Hans tre venner fik navnene Shadrak, Meshak og Abed-Nego. "Gud gav disse fire unge mænd forstand og indsigt i al slags skrift og visdom. Og Daniel forstod sig på alle slags syner og drømme." (Dan 1,17)
Kong Nebukadnesar fik en drøm som bekymrede ham. Han truede med at slå alle landets drømmetydere og magere ihjel, hvis de ikke kunne fortælle ham drømmen og tyde den. Det kunne ingen, men da Daniel hørte om drømmen, gik han til kongen og bad om en tidsfrist. Gud er med Daniel og lod hemmeligheden blive "...åbenbaret for Daniel i et nattesyn..." (Dan 2,19). Da Daniel fortalte kongen, hvad han havde set i nattesynet, og tydede kongens drøm "...kastede Nebukadnesar sig til jorden og hyldede Daniel [...] Derpå ophøjede kongen Daniel, gav ham store gaver og gjorde ham til hersker over hele provinsen Babylon" (Dan 2,46-48)
Kongen lod en billedstøtte fremstille og forlangte, at alle i riget skulle kaste sig ned og tilbede den. De, der nægtede blev kastet i en brændende ovn. Nogle mænd anklager Daniels tre venner for at nægte at adlyde kongens bud, men mændene frygter ikke ovnen: "Kommer det dertil, så kan vores Gud, som vi dyrker, redde os. Han kan redde os ud af ovnen med flammende ild og ud af din magt, konge. v18 Og selv om han ikke gør det, skal du vide, konge, at vi ikke vil dyrke din gud, og at vi ikke vil tilbede den guldstøtte, du har opstillet." (Dan 3,17-18) Kongen kaster i sin vrede de tre mænd i ovnen, men mændene bliver ikke brændt, fordi en engel værner om dem. Nebukadnesar udsteder en ordre om, at ingen må udtale en forhånelse mod de tre mænds Gud.
Synsvinklen skifter, og Nebukadnesar beretter om endnu en drøm, han har haft, og forlanger, at Daniel skal tyde den. Daniel bliver forfærdet, for han ved, at drømmen er dårligt nyt for kong Nebukadnesar. Daniel siger til kongen: du "...skal jages bort fra mennesker og have din bolig hos de vilde dyr [...] syv tider skal gå hen over dig, indtil du forstår, at den Højeste er hersker over det jordiske kongerige og giver det, til hvem han vil." (Dan 4,22), og det skete som Daniel havde forudsagt.
En ny konge sætter sig på tronen, og til en fest tegner en hånd på væggen en fremmed tekst. Daniel bliver hidkaldt for at tyde skriften, som lyder: "Gud har talt dit kongeriges dage og gjort ende på det [...] du er vejet og fundet for let [...] dit kongerige er blevet delt og givet til mederne og perserne." (Dan 5,26-28) Samme nat døde kongen, og Dareios besteg tronen. Daniel blev fanget i en fælde af nogle embedsmænd, og kongen føler sig nødt til at kaste Daniel i løvekulen. Dagen efter skynder kongen sig til hulen og finder Daniel i live. Daniel er velsignet af Gud pga. hans retfærdighed.

## Nebukadnesars drømme

### Den første drøm
| Citat | Du så en mægtig billedstøtte, konge; den var stor, og dens pragt var overvældende, som den stod foran dig; den var frygtindgydende at se på. Billedstøttens hoved var af fint guld, dens bryst og arme var af sølv, dens mave og hofter af kobber, dens ben af jern, og dens fødder dels af jern, dels af ler. Mens du så på den, blev en sten revet løs, men ikke ved menneskehånd; den ramte billedstøttens fødder af jern og ler og knuste dem. Derefter knustes på én gang jernet, leret, kobberet, sølvet og guldet; det blev ført bort af vinden som avner på en tærskeplads om sommeren og var sporløst forsvundet. Men stenen, der ramte billedstøtten, blev til et stort bjerg, der fyldte hele jorden. | Citat |
|       | |       |

(Dan 2,31-35)
Drømmen symboliserer fire verdensriger ifølge Daniel. Det første er Babylonerriget, altså kongen selv. De næste er tolket som det Medisk-Persiske dobbeltmonarki, det græske og det romerske rige. I romerrigets sidste dage vil Gud oprette et evigt kongedømme, som skal består for evigt og som ingen skal få magten over. Tydningen er set som en profeti om det messianske rige.

### Den anden drøm
Nebukadnesar ser i sin anden drøm et mægtigt træ, hvis grene når himlen, og som kunne ses overalt på jorden. Træet var smukt, men i drømmen kommer en vægter og beordrer træet fældet, men stubben ladt tilbage. Stubben skal i stedet for et menneskehjerte få et dyrehjerte og skal strejfe om i det vilde i syv tider. (Dan 4,7-14)
Daniel forkynder for kongen, at drømmen betyder, at han skal fjernes fra sit rige og skal lide en krank skæbne, idet han rammes af sindssyge i en af Gud fastsat ukendt tid. Han skal leve som en vild i ørkenen og spise, hvad dyrene spiser.

## Daniels syner
Anden del af Daniels Bog, kapitel 7-12, indeholder Daniels syner i jeg-form om fremtiden og er et tidligt eksempel på apokalyptisk litteratur. Den apokalyptiske del af Daniels Bog indeholder tre syner og en lang profetisk tekst hovedsageligt om Israels historie. Daniel er den første, der refererer til "Guds rige", og han har det tydeligste syn om de dødes opstandelse i Det Gamle Testamente.
Først følger synet af de fire dyr. Først et dyr som en løve med ørnevinger, dernæst en bjørn, dernæst en panter med fire vinger og fire hoveder, til sidst et frygteligt dyr med 10 horn. Daniel ser synet, og en engel udlægger det for ham. Synerne er profetier for verdensrigerne og om Messias. (Dan 7) Dernæst følger et syn om en vædder med to horn, som englen Gabriel forklarer er Medien og Persien, og en gedebuk, som er kongen af Grækenland. Historiens gang bliver vist i syner for Daniel. (Dan 8)
Mens Daniel beder for sin og sit folks skyld, kommer englen Gabriel til ham og forkynder, hvad der skal ske med folket i eksil, hvordan det skal blive ført tilbage til landet og at Jerusalem og templet skal genopbygges. (Dan 9) Kapitel 10-12 indeholder et langt syn om verdenshistoriens gang. Den er beskrevet i et profetisk sprog, specielt i kapitel 11 om verdensrigerne Egypten, Persien, Medien og Babylonien. I kapitel 12 skifter emnet formentlig til eskatologien og indeholder en profeti om de sidste tider.

## Historisk kontekst
På grund af folkets synder og efter profeternes advarsler fra Gud deltes landet i to riger. Det første, Nordriget blev besat i 722 f.Kr. og nu føres befolkningen i Sydriget Juda også i eksil. Jerusalem blev forladt og dermed også tempeltjenerne leviterne, som havde en enorm betydning for befolkningens selvforståelse. Folkets særlige eksistensberettigelse, som blev konstitueret ved Sinaibjerget, faldt bort. Ofrene, teokratiet og den ydre organisation ophørte, og den nation, Gud havde lovet at være Gud for for evigt, forsvandt. Israel var ikke længere et lys for folket, men forkastet af den eneste sande Gud, set fra deres synsvinkel. Folket fyldtes af spørgsmål som: Hvordan ser fremtiden ud for os? Har Gud forladt os? Det medførte en forventning om en forløser eller Messias, som ville vise vejen tilbage til Gud. Hvordan vil sådan en forløser se ud?
Under eksilet bliver der lagt stor vægt på åbenbaringer af fremtiden hvorimod mirakler ikke ses så tit. Daniels bog beretter dog om tre store mirakler. Gud manifesterer sig gennem profeterne for at slå fast at alle nationer skal forstå, at han er den ene og almægtige Gud som disponerer over alle menneskets handlinger.

## Forfatterskab og datering
Blandt jøder og kristne har man været overbevist om, at Daniel havde skrevet bogen under eksilet i Babylon i 500-tallet f.Kr.. Denne påstand blev allerede kritiseret af forfatteren Porfyrius (233-305 e. Kr.), som i 15 bind rettede et voldsomt angreb mod kristendommen og bl.a. mod Daniels Bog. Han forsøgte at sortere alt overnaturligt i Bibelen væk, og hævdede at bogen var skrevet af en palæstinensisk jøde, og at den måtte være skrevet efter Antiokus IV Epifanes (regerede 175-164 f.Kr.), fordi den i detaljer beskrev historiens gang fra eksilet til den tid (i kapitel 11). Denne kritik blev dementeret af kirkefædrene, men blev siden taget op igen af filosoffen Spinoza. Bogens ægthed blev dog først draget alvorligt i tvivl i begyndelsen af det 18. århundrede. To skoler har siden domineret debatten:
- den ene fastholder at Daniel var guddommeligt inspireret af Gud og profeterede Guds budskaber.
- Den anden skole anser skriftet for at være et falskneri (pseudonymt) af en jøde under Antiokus pga. de nøjagtige gengivelser. Denne kritik har siden været toneangivende blandt teologer.[5]

## Diskussion af bogens ægthed
Der er fremsat flere argumenter for og imod Daniels Bogs ægthed. Debatten har hovedsageligt drejet sig om dateringen. Bogen giver selv udtryk for at den er skrevet og samlet af Daniel selv i 600-500 f.Kr. idet det fortælles, hvordan Daniel nedskriver sine drømme.
Noget, som kunne tale for dens ægthed, er, at Jesus Kristus anerkendte Daniels profeti. I Mattæus 24,15 udtaler Jesus: "Når I derfor ser Ødelæggelsens Vederstyggelighed, som der er talt om ved profeten Daniel, stå på hellig grund – den, der læser dette, skal mærke sig det!".
Flere teologer mener, at bogen stammer fra den Makkabæiske periode:
- Der er ingen kilder uafhængige af Daniel, der refererer til mederen Darius. Traditionalister har forsøgt at identificere ham med forskellige kendte historiske personer som Kyros. Andre mener, at det er et tegn på historisk ukorrekthed, og at forfatteren ikke har levet under begivenhederne.

- Men Kong Belshassar var i lang tid en ukendt person uden for Bibelen, indtil man fandt arkæologiske vidnesbyrd om ham.

- Omkring Belshassar har arkæologiske fund vist, at den sidste babyloniske konge, Nabonid, ikke regerede landet i hele sin regeringstid, men overlod det til sin førstefødte Belshassar, hvorfor han kun kan give Daniel tredjepladsen i riget. (Dan 5,29) Belshassar er dog ikke i direkte arvefølge efter Nebukadnesar, som forfatteren hævder. (Dan 5,2)

- Bogen Nabonidus and Belshazzar  forklarer, at Belshassars moder sandsynligvis var Nitokris, og at hun var datter af Nebukadnesar (II); i så fald var Nebukadnesar morfader til Belshassar. Det er ikke alle forskere, der anser vidnesbyrdene om det slægtskab for tilfredsstillende. Det er også muligt, at Nebukadnesar var Belshassars "fader" i den forstand, at han var en af hans kongelige forgængere.

- Beretningen om Nebukadnesars sindssygdom har tydelige paralleller til et skrift, Nabonids bøn, som er fundet i Qumran (4QPrNab). Her berettes om en sindsslidelse, som Nabonid led af.

- Til støtte for Daniels Bogs ægthed henviser Nabonids lercylindre med kileskriftdokumenter fundet under udgravninger af oldtidsbyen Ur til "Bel-sar-ussur (Belshassar), min ældste søn".

### Sekundærlitteratur
- Gads religionsleksikon, Gads forlag, København 1999. ISBN 87-12-03138-0
- Edward J. Young, The Prophecy of Daniel, Grand Rapids, Michigan 1949. ISBN 0-8028-3312-8
- Lisbet Kjær Müller og Mogens Müller, Bogen om Bibelen, Politikens Forlag, København 2004. ISBN 87-567-7023-5
- Lohses Store Bibelleksikon, bind 2, Lohses Forlag, Fredericia 1999, side 229-232. ISBN 87-564-5748-0
- Politikens Bibelleksikon, Politikens Forlag, 1992. ISBN 87-567-4817-5
- Flemming Frøkjær-Jensen. Daniels Bog, Bibelværk for menigheden, bind 10, Lohses Forlag, Fredericia 1992. ISBN 87-564-5339-6